# Faridabad
Faridabad (hindi : फरीदाबाद) est une ville de l'État de l'Haryana en Inde.